# Guns N’ Roses/Metallica Stadium Tour
Guns N’ Roses/Metallica Stadium Tour (с англ. — «Стадионный тур Guns N’ Roses и Metallica») — совместный гастрольный тур американских рок-групп Guns N’ Roses и Metallica 1992 года, в котором оба коллектива выступали в качестве хедлайнеров. Гастроли были организованы в перерыве масштабного мирового турне группы Guns N’ Roses — Use Your Illusion Tour (организованным в поддержку альбомов Use Your Illusion I и II), а также между турами Wherever We May Roam Tour и Nowhere Else to Roam группы Metallica, которая продвигала свой одноимённый пятый альбом. На разогреве выступала группа Faith No More из Сан-Франциско, хотя первоначально фронтмен Guns N’ Roses, Эксл Роуз, хотел пригласить сиэтлскую гранж-группу Nirvana, однако её лидер, Курт Кобейн, отказался от предложения.

## История
12 мая 1992 года барабанщик Metallica Ларс Ульрих и соло-гитарист Guns N’ Roses Слэш провели пресс-конференцию в лос-анджелесском клубе The Gaslight, где объявили, что их группы отправятся в совместное турне летом того же года. Первый концерт должен был состояться в американской столице на стадионе «РФК Стэдиум» 17 июля 1992 года, где была записана песня «Creeping Death» открывающая их документальный фильм «Полтора года из жизни Metallica».
21 июля, когда группа Guns N’ Roses выступала на стадионе «Понтиак Сильвердоум» в городе Понтиак, штат Мичиган и заканчивала исполнять свою песню «You Could Be Mine», Эксла Роуза вырвало прямо на сцене, после чего он поспешно ушёл за кулисы. Однако, вскоре вернулся и извинился перед публикой за испорченное выступление, после чего музыканты сыграли композицию заново.
22 июля во время концерта в «Hoosier Dome» (Индианаполис, штат Индиана) на сцене к Guns N’ Roses присоединился фронтмен группы Blind Melon Шэннон Хун, чтобы исполнить с ними оригинальную версию песни «Don’t Cry» (в съёмках клипа которой он также принимал участие).
29 июля, когда Guns N’ Roses закрывали второй концерт на стадионе «Джайантс Стадиум» в Ист-Ратерфорде, штат Нью-Джерси, Экс Роуз почувствовал сильную боль в горле, однако продолжал петь пока ему не попали зажигалкой в пах, которую кинул кто-то из публики, во время исполнения группой песни «Knockin’ on Heaven’s Door». Роуз ушел за кулисы, чтобы восстановить своё состояние, а за микрофонную стойку встал басист Дафф Маккаган, который, в итоге, пел до конца шоу.
30 июля, во время перерыва турне в Нью-Йорке, у Роуза было диагностировано серьезное повреждение голосовых связок. Врачи сказали, что он не сможет петь по крайней мере неделю, поэтому три шоу были перенесены.
Самое резонансное событие турне произошло во время концерта на «Олимпийском стадионе» Монреаля — 8 августа 1992 года. Фронтмен Metallica Джеймс Хэтфилд получил ожоги второй и третьей степени левой половины тела, обеих рук и левой кисти после того, как попал под пиротехнический залп во время исполнения песни «Fade to Black». Сам музыкант вспоминал: «В дополнение к основной пиротехнической установке была дополнительная, и я слишком близко подошел к основному заряду». Metallica были вынуждены досрочно закончить концерт, однако, пообещали зрителям приехать с еще одним шоу. После длительной задержки, во время которой публика становилась все более и более агрессивной, на сцену вышли Guns N’ Roses. Однако сокращенное время между группами не позволяло должным образом настроить сценические мониторы, в результате чего музыканты не могли слышать самих себя. Кроме того, Роуз утверждал, что у него болело горло, из-за чего группа тоже покинула сцену преждевременно. Досрочное завершение концерта привело зрителей в бешенство, напоминающему беспорядки, которые произошли во время шоу Guns N’ Roses близ города Сент-Луис, годом ранее. Обиженные зрители вышли на улицы Монреаля и начали опрокидывать автомобили и крушить витрины, грабя и поджигая магазины, которые попадались им на пути. Местные власти с трудом смогли подавить бунт. Кадры с места беспорядков впоследствии были включены в документальный фильм «Полтора года из жизни Metallica».
В итоге, из-за травмы Хэтфилда пришлось перенести даты шести концертов, а шоу в Ванкувере, которое должно было состояться 17 августа на стадионе «Бритиш Колумбия Плэйс», было отменено.
Турне возобновилось 25 августа концертом в Финиксе на стадионе «ISM Raceway». Хетфилд носил толстую повязку закрывающую его руку от локтя до пальцев и не мог играть на гитаре, пока рука полностью не зажила. Вместо него оставшуюся часть тура на ритм-гитаре играл гитарный техник группы, Джон Маршалл, который ранее играл в группе Metal Church, то время как сам Хэтфилд присутствовал на сцене только в качестве вокалиста. Исполнение группой песни «Nothing Else Matters», во время шоу в Эйвондейле, было записано для фильма «Полтора года из жизни Metallica».
5 сентября во время выступления на стадионе «Техас Стэдиум» в Ирвинге, на сцене к Metallica присоединился соло-гитарист Faith No More Джим Мартин, чтобы совместно исполнить кавер-версию песни «Last Caress» группы The Misfits.
21 сентября Faith No More были вынуждены покинуть турне, из-за других гастрольных обязательств, которые были согласованы ещё до начала этого турне. Поэтому следующей разогревающей группой стала Body Count, открыв концерт 17 сентября в Канзас-Сити на стадионе «Arrowhead». Она продолжала выступать в этом амплуа практически до конца турне — последние три шоу которого открывала группа Motörhead. Первым шоу, где на разогреве выступали Motörhead был концерт в лос-анджелесском комплексе «Мемориальный колизей Лос-Анджелеса» — состоявшийся 27 сентября.
3 октября выступление Guns N’ Roses предварял спич комика Эндрю Дайса Клэя, который также представил группу публике, когда она вышли на сцену стадиона «Роуз Боул» в Пасадене, штат Калифорния.
Тур был очень коммерчески успешным для группы Metallica, однако Guns N’ Roses заработали значительно меньше. По словам Слэша, группа потеряла около 80 % своих доходов в первую очередь из-за того, что Роуз был очень экстравагантным в расходах денежных средств, в том числе он тратил значительные суммы на дорогие афтерпати после каждого концерта, кроме того группа понесла значительные убытки из-за штрафов связанных с многочисленными задержками выступлений. В 1992 году этот тур принёс обеим группам награду читателей журнала Metal Edge в номинации «Лучший концертный тур года».

## Сэт-листы группы Guns N’ Roses
| (Данные взяты из программки концерта в Orchard Park, New York Rich Stadium show — 25 июля 1992) 1. «Nightrain» 2. «Mr. Brownstone» 3. «Live and Let Die» (originally performed by Paul McCartney) 4. «Attitude» (originally performed by the Misfits) 5. «Bad Obsession» 6. «Double Talkin' Jive» 7. «Civil War» 8. «Wild Horses» (originally performed by The Rolling Stones) 9. «Patience» 10. «It’s So Easy» 11. «Welcome to the Jungle» 12. «You Could Be Mine» 13. «It’s Alright» (originally performed by Black Sabbath) 14. «November Rain» 15. «Sweet Child o' Mine» 16. «Knockin' on Heaven's Door» (originally performed by Bob Dylan) 17. «Don't Cry» (Original) 18. «Paradise City» (Данные взяты из программки концерта в Pittsburgh, Pennsylvania Three Rivers Stadium — 26 июля 1992) 1. «It’s So Easy» 2. «Nightrain» 3. «Mr. Brownstone» 4. «Live and Let Die» (originally performed by Paul McCartney) 5. «Attitude» (originally performed by the Misfits) 6. «Bad Obsession» 7. «Double Talkin' Jive» 8. «Civil War» 9. «Move to the City» 10. «Wild Horses» (originally performed by The Rolling Stones) 11. «Patience» 12. «Welcome to the Jungle» 13. «You Could Be Mine» 14. «November Rain» 15. «Sweet Child o' Mine» 16. «Knockin' on Heaven's Door» (originally performed by Bob Dylan) 17. «Don't Cry» (Original) 18. «Paradise City» (Данные взяты из программки концерта в Houston, Texas Astrodome show — 4 сентября 1992) 1. «Welcome to the Jungle» 2. «Mr. Brownstone» 3. «Live and Let Die» (originally performed by Paul McCartney) 4. «Attitude» (originally performed by the Misfits) 5. «Nightrain» 6. «Bad Obsession» 7. «It’s So Easy» 8. «Wild Horses» (originally performed by The Rolling Stones) 9. «Patience» 10. «Double Talkin' Jive» 11. «Civil War» 12. «It’s Alright» (originally performed by Black Sabbath) 13. «November Rain» 14. «You Could Be Mine» 15. «Sweet Child o' Mine» 16. «Knockin' on Heaven's Door» (originally performed by Bob Dylan) 17. «Don't Cry» (Original) 18. «Paradise City» | (Данные взяты из программки концерта в Columbia, South Carolina Williams-Brice Stadium show — 7 сентября 1992) 1. «Welcome to the Jungle» 2. «Mr. Brownstone» 3. «Live and Let Die» (originally performed by Paul McCartney) 4. «Attitude» (originally performed by the Misfits) 5. «It’s So Easy» 6. «Bad Obsession» 7. «Nightrain» 8. «Double Talkin' Jive» 9. «Civil War» 10. «Move to the City» 11. «Wild Horses» (originally performed by The Rolling Stones) 12. «Patience» 13. «You Could Be Mine» 14. «It’s Alright» (originally performed by Black Sabbath) 15. «November Rain» 16. «Sweet Child o' Mine» 17. «Knockin' on Heaven's Door» (originally performed by Bob Dylan) 18. «Paradise City» (Данные взяты из программки концерта в Foxborough, Massachusetts Foxboro Stadium show — 11 сентября 1992) 1. «Welcome to the Jungle» 2. «Mr. Brownstone» 3. «Live and Let Die» (originally performed by Paul McCartney) 4. «Attitude» (originally performed by the Misfits) 5. «It’s So Easy» 6. «Double Talkin' Jive» 7. «Civil War» 8. «Wild Horses» (originally performed by The Rolling Stones) 9. «Patience» 10. «Nightrain» 11. «Out ta Get Me» 12. «You Could Be Mine» 13. «It’s Alright» (originally performed by Black Sabbath) 14. «November Rain» 15. «Sweet Child o' Mine» 16. «Knockin' on Heaven's Door» (originally performed by Bob Dylan) 17. «Don't Cry» (Original) 18. «Paradise City» (Данные взяты из программки концерта в San Diego, California Jack Murphy Stadium show — 30 сентября 1992) 1. «Welcome to the Jungle» 2. «It’s So Easy» 3. «Mr. Brownstone» 4. «Nightrain» 5. «Attitude» (originally performed by the Misfits) 6. «Live and Let Die» (originally performed by Paul McCartney) 7. «Bad Obsession» 8. «Wild Horses» (originally performed by The Rolling Stones) 9. «Patience» 10. «Double Talkin' Jive» 11. «Civil War» 12. «You Could Be Mine» 13. «It’s Alright» (originally performed by Black Sabbath) 14. «November Rain» 15. «Sweet Child o' Mine» 16. «Knockin' on Heaven's Door» (originally performed by Bob Dylan) 17. «Don't Cry» (Original) 18. «Paradise City» |  |

## Сэт-листы группы Metallica
| (Данные взяты из программки концерта в Orchard Park, New York Rich Stadium show — 25 июля 1992) 1. «Creeping Death» 2. «Harvester of Sorrow» 3. «Fade to Black» 4. «Sad but True» 5. «Wherever I May Roam» 6. «Of Wolf and Man» 7. «For Whom the Bell Tolls» 8. «The Unforgiven» 9. «The Shortest Straw» 10. «Bass Solo» 11. «Guitar Solo» 12. «Welcome Home (Sanitarium)» 13. «Master of Puppets» 14. «Seek & Destroy» 15. «Whiplash» 16. «Nothing Else Matters» 17. «Am I Evil?» (originally performed by Diamond Head) 18. «Last Caress» (originally performed by the Misfits) 19. «One» 20. «Enter Sandman» (Данные взяты из программки концерта в Pittsburgh, Pennsylvania Three Rivers Stadium show — 26 июля 1992) 1. «Creeping Death» 2. «Harvester of Sorrow» 3. «Fade to Black» 4. «Sad but True» 5. «Wherever I May Roam» 6. «Of Wolf and Man» 7. «For Whom the Bell Tolls» 8. «The Unforgiven» 9. «The Shortest Straw» 10. «Bass Solo» 11. «Guitar Solo» 12. «Welcome Home (Sanitarium)» 13. «Master of Puppets» 14. «Seek & Destroy» 15. «Whiplash» 16. «Nothing Else Matters» 17. «Am I Evil?» (originally performed by Diamond Head) 18. «Last Caress» (originally performed by the Misfits) 19. «One» 20. «Enter Sandman» (Данные взяты из программки концерта в Houston, Texas Astrodome show — 4 сентября 1992) 1. «Creeping Death» 2. «Harvester of Sorrow» 3. «Welcome Home (Sanitarium)» 4. «Sad but True» 5. «Wherever I May Roam» 6. «Of Wolf and Man» 7. «For Whom the Bell Tolls» 8. «The Unforgiven» 9. «The Shortest Straw» 10. «Bass Solo» 11. «Guitar Solo» 12. «Fade to Black» 13. «Master of Puppets» 14. «Seek & Destroy» 15. «Whiplash» 16. «Nothing Else Matters» 17. «Am I Evil?» (originally performed by Diamond Head) 18. «Last Caress» (originally performed by the Misfits) 19. «One» 20. «Enter Sandman» | (Данные взяты из программки концерта в Columbia, South Carolina Williams-Brice Stadium show — 7 сентября 1992) 1. «Creeping Death» 2. «Harvester of Sorrow» 3. «Welcome Home (Sanitarium)» 4. «Sad but True» 5. «Wherever I May Roam» 6. «Of Wolf and Man» 7. «For Whom the Bell Tolls» 8. «The Unforgiven» 9. «The Shortest Straw» 10. «Bass Solo» 11. «Guitar Solo» 12. «Fade to Black» 13. «Master of Puppets» 14. «Seek & Destroy» 15. «Whiplash» 16. «Nothing Else Matters» 17. «Am I Evil?» (originally performed by Diamond Head) 18. «Last Caress» (originally performed by the Misfits) 19. «One» 20. «Enter Sandman» (Данные взяты из программки концерта в Foxborough, Massachusetts Foxboro Stadium show — 11 сентября 1992) 1. «Creeping Death» 2. «Harvester of Sorrow» 3. «Welcome Home (Sanitarium)» 4. «Sad but True» 5. «Wherever I May Roam» 6. «Of Wolf and Man» 7. «For Whom the Bell Tolls» 8. «The Unforgiven» 9. «The Shortest Straw» 10. «Bass Solo» 11. «Guitar Solo» 12. «Fade to Black» 13. «Master of Puppets» 14. «Seek & Destroy» 15. «Whiplash» 16. «Nothing Else Matters» 17. «Am I Evil?» (originally performed by Diamond Head) 18. «Last Caress» (originally performed by the Misfits) 19. «One» 20. «Enter Sandman» (Данные взяты из программки концерта в San Diego, California Jack Murphy Stadium show — 30 сентября 1992) 1. «Creeping Death» 2. «Harvester of Sorrow» 3. «Welcome Home (Sanitarium)» 4. «Sad but True» 5. «Wherever I May Roam» 6. «Of Wolf and Man» 7. «For Whom the Bell Tolls» 8. «The Unforgiven» 9. «The Shortest Straw» 10. «Bass Solo» 11. «Guitar Solo» 12. «Fade to Black» 13. «Master of Puppets» 14. «Seek & Destroy» 15. «Whiplash» 16. «Nothing Else Matters» 17. «Am I Evil?» (originally performed by Diamond Head) 18. «Last Caress» (originally performed by the Misfits) 19. «One» 20. «Enter Sandman» |  |

## Список концертов
| Дата             | Город         | Страна                    | Концертная площадка             | Посещаемость           | Доход      |
| ---------------- | ------------- | ------------------------- | ------------------------------- | ---------------------- | ---------- |
| 17 июля 1992     | Вашингтон     | Соединённые Штаты Америки | RFK Stadium                     | 47,498 / 47,498 (100%) | $1,306,195 |
| 18 июля 1992     | Ист-Ратерфорд | Соединённые Штаты Америки | Giants Stadium                  | 54,300 / 54,300 (100%) | $1,479,830 |
| 21 июля 1992     | Понтиак       | Соединённые Штаты Америки | Pontiac Silverdome              | 47,540 / 47,540 (100%) | $1,378,660 |
| 22 июля 1992     | Индианаполис  | Соединённые Штаты Америки | Hoosier Dome                    | 38,900 / 46,000 (85%)  | $1,039,720 |
| 25 июля 1992     | Орчард Парк   | Соединённые Штаты Америки | Rich Stadium                    | 44,833 / 59,326 (76%)  | $1,322,574 |
| 26 июля 1992     | Питтсбург     | Соединённые Штаты Америки | Three Rivers Stadium            | 49,345 / 49,345 (100%) | $1,356,988 |
| 29 июля 1992     | Ист-Ратерфорд | Соединённые Штаты Америки | Giants Stadium                  | 49,250 / 55,000 (90%)  | $1,338,618 |
| 8 августа 1992   | Монреаль      | Канада                    | Olympic Stadium                 | 54,666 / 54,666 (100%) | $610,674   |
| 25 августа 1992  | Финикс        | Соединённые Штаты Америки | Phoenix International Raceway   | 29,903 / 29,903 (100%) | $794,820   |
| 27 августа 1992  | Лас-Крусес    | Соединённые Штаты Америки | Aggie Memorial Stadium          | 35,373 / 35,373 (100%) | $972,758   |
| 29 августа 1992  | Новый Орлеан  | Соединённые Штаты Америки | Louisiana Superdome             | 39,278 / 39,278 (100%) | $1,080,145 |
| 31 августа 1992* | Атланта       | Соединённые Штаты Америки | Lakewood Amphitheatre           | н/д                    | н/д        |
| 2 сентября 1992  | Орландо       | Соединённые Штаты Америки | Citrus Bowl                     | 48,035 / 50,000 (96%)  | $1,320,963 |
| 4 сентября 1992  | Хьюстон       | Соединённые Штаты Америки | Astrodome                       | 44,025 / 44,025 (100%) | $1,191,601 |
| 5 сентября 1992  | Ирвинг        | Соединённые Штаты Америки | Texas Stadium                   | 44,391 / 44,391 (100%) | $1,220,753 |
| 7 сентября 1992  | Колумбия      | Соединённые Штаты Америки | Williams-Brice Stadium          | 37,716 / 40,136 (94%)  | $1,037,190 |
| 11 сентября 1992 | Фоксборо      | Соединённые Штаты Америки | Foxboro Stadium                 | 51,038 / 51,038 (100%) | $1,402,335 |
| 13 сентября 1992 | Торонто       | Канада                    | Exhibition Stadium              | 49,888 / 49,888 (100%) | $1,332,917 |
| 15 сентября 1992 | Миннеаполис   | Соединённые Штаты Америки | Hubert H. Humphrey Metrodome    | 43,292 / 43,292 (100%) | $1,190,530 |
| 17 сентября 1992 | Канзас-Сити   | Соединённые Штаты Америки | Arrowhead Stadium               | 36,356 / 43,500 (84%)  | $999,790   |
| 19 сентября 1992 | Денвер        | Соединённые Штаты Америки | Mile High Stadium               | 44,096 / 44,096 (100%) | $161,377   |
| 24 сентября 1992 | Окленд        | Соединённые Штаты Америки | Oakland–Alameda County Coliseum | 59,800 / 59,800 (100%) | $1,650,668 |
| 27 сентября 1992 | Лос-Анджелес  | Соединённые Штаты Америки | Los Angeles Coliseum            | 35,293 / 45,000 (78%)  | $932,570   |
| 30 сентября 1992 | Сан-Диего     | Соединённые Штаты Америки | Jack Murphy Stadium             | 42,167 / 45,938 (92%)  | $1,159,593 |
| 3 октября 1992   | Пасадина      | Соединённые Штаты Америки | Rose Bowl Stadium               | 68,639 / 68,639 (100%) | $1,852,978 |
| 6 октября 1992   | Сиэтл         | Соединённые Штаты Америки | Kingdome                        | 37,226 / 40,000 (93%)  | $1,023,715 |